# Uniper
Uniper is een Duits energiebedrijf en een afsplitsing van E.ON. Vanaf oktober 2019 had het Finse nutsbedrijf Fortum de meerderheid van de aandelen Uniper in handen. Op 21 september 2022 werd bekend dat het bedrijf wordt genationaliseerd en dit proces werd in december 2022 afgerond.
E.ON heeft in 2016 zijn kolen- en gascentrales bij deze onderneming ondergebracht, ook die in België en Nederland staan. De naam E.ON Benelux is overgegaan in Uniper; dit is een porte-manteauwoord van "unique" en "performance". Voor de energiemarkt blijft dit bedrijf onder de merknaam E.ON leveren.

## Activiteiten
Uniper is actief sinds 2016 en is ontstaan uit de splitsing van E.ON.
In 2022 hadden de centrales van Uniper een totale productiecapaciteit van 31.617 MW (2016: 36.893), waarvan 26.190 MW op basis van fossiele brandstoffen. Het resterende deel was verdeeld over waterkracht en kernenergie. De kerncentrale Oskarshamn in Zweden is de enige nucleaire faciliteit van Uniper. De totale productie was 60,8 miljard kWh (2016: 138,7), vanaf 2022 wordt de productie in Rusland niet meer in de cijfers meegenomen (productie 2021: 53,4 miljard kWh in Europa en 41,7 miljard kWh in Rusland).
Door het hoge aandeel van fossiele brandstoffen in de productie was de uitstoot van koolstofdioxide gemiddeld zo'n 478 gram per kWh in 2022. Uniper heeft voor de Europese centrales, dus niet voor de centrales in Rusland, ten doel gesteld de uitstoot in 2035 volledig te compenseren. In 2016 was de uitstoot van de Europese centrales nog 44 miljoen ton CO2 en dit was gehalveerd in 2019. Het doel voor 2030 is 11 miljoen ton en dan naar nul in 2035. 
Uniper verkoopt meer elektriciteit dan het produceert. Het verkoopvolume in 2022 was 289 miljard kWh. De gasverkopen hadden een volume van 1662 miljard kWh. Het meeste gas wordt ingekocht op basis van meerjarige contracten met Nederland, Noorwegen en Rusland.  Vanaf juni 2022 kreeg Uniper nog maar 40% van de contractueel vastgelegde hoeveelheid aardgas uit Rusland en om aan de leveringsverplichtingen te voldoen moest Uniper tegen veel hogere prijzen bij andere partijen gas inkopen. Deze hogere inkoopkosten kan het door contractuele afspraken niet doorberekenen aan de afnemers. Het aandeel van aardgas in de totale omzet is fors groter dan dat van elektriciteit. Het bedrijfsonderdeel Global Commodities is een zeer grote handelaar in deze vormen van energie.
Er zijn twee, was drie, bedrijfsonderdelen: 
- European Generation, hier zijn alle centrales in Europa ondergebracht. Naast centrales op fossiele brandstof, zoals steen- en bruinkool en aardgas, beschikt het over waterkrachtcentrales en heeft het belangen in Zweedse kerncentrales. Het zwaartepunt van de activiteiten ligt in Duitsland.
- Global Commodities houdt zich bezig met de verkoop van elektriciteit en warmte van de centrales in Europa en verzorgt de inkoop van de brandstoffen. Verder verzorgt het de in- en verkoop van aardgas direct aan klanten.
- Russian Power Generation, hier zijn de belangen ondergebracht van de activiteiten in Rusland. Dit is veruit de kleinste activiteit met een jaaromzet van zo'n 1 miljard euro in 2021. Op 31 december 2022 werd de Russische activiteiten gedeconsolideerd na het besluit alle activiteiten in het land te staken en waar mogelijk af te stoten.

Uniper had tot december 2017 ook een belang van 25% in het grote Russische aardgasveld Yuzhno-Russkoye. Het Oostenrijkse OMV nam het belang over voor € 1,7 miljard. Het gasveld ligt in West-Siberië en kwam in 2007 in productie. Het produceert zo’n 25 miljard m³ gas per jaar.
In april 2019 verkocht Uniper de laatste aandelen in het Braziliaanse bedrijf ENEVA. De andere aandeelhouders in het bedrijf namen het resterende belang over en sindsdien heeft Uniper geen activiteiten meer in het Latijns-Amerikaanse land.

### Nederland
Uniper in de Benelux produceert en levert elektriciteit, warmte en gas aan particuliere klanten en is in Nederland een van de grootste energieleveranciers voor de zakelijke markt. Het hoofdkantoor van Uniper Benelux staat in Rotterdam. 
In 2000 werd E.ON actief in Nederland met de overname van het Electriciteitsbedrijf Zuid-Holland (EZH) voor een totaal bedrag van 1,1 miljard euro. In 2005 kocht E.ON Benelux het leveringsbedrijf NRE Energie en Q-ENERGY in Eindhoven. NRE Energie had op dat moment 275.000 klanten voor gas en elektriciteit.
Op 1 juli 2017 werden de Eenheden 1 en 2 van de Centrale Maasvlakte buiten bedrijf gesteld als een gevolg van het landelijk gesloten Energieakkoord voor duurzame groei.
Uniper heeft vier gascentrales (Leiden, Den Haag, UCML (Utility Centre Maasvlakte Leftbank, WKK) en 'RoCa' (Rotterdam/Capelle aan den IJssel) met een totaal opgesteld vermogen van circa 525 MW. Medio 2016 kwam de nieuwe centrale MPP-3 in gebruik met een vermogen van circa 1070 MW. Deze moderne centrale heeft een rendement van 47% hetgeen aanzienlijk beter is dan het wereldwijde gemiddelde rendement van steenkoolgestookte centrales, dat op 30% ligt. De MPP-3 verstookt poederkool en biomassa. De investering in dit project bedroeg ruim € 1,2 miljard.
In 2019 heeft het Nederlandse parlement een wet aangenomen die stroomopwekking via verbranding van steenkool vanaf het jaar 2030 verbiedt. Dit is een van de maatregelen om de uitstoot van CO2 met 49% te verlagen in 2030. MPP-3 is een van de vier kolencentrales waarvoor dit verbod gaat gelden. Uniper is een rechtszaak gestart en eist een schadevergoeding van € 1 miljard als compensatie voor de sluiting van MPP-3 in 2030. Als onderdeel van de Duitse reddingsactie van juli 2022 zal Uniper de rechtszaak tegen de Nederlandse staat staken.

### België
Tevens heeft Uniper Benelux een centrale in België. In hier draagt het zakelijke segment van de organisatie nog de naam E.ON Benelux.
Half december 2009 werd bekendgemaakt dat E.ON het een equivalent aan energie zou uitwisselen met Electrabel België. E.ON verkreeg hierdoor de met steenkolen gestookte centrale van Langerlo (Genk, 556 MW), een gascentrale in Vilvoorde (385 MW) en het recht om nucleaire energie te kopen, equivalent aan 770 MW capaciteit. Electrabel kreeg in ruil hiervoor een aantal energiecentrales in Duitsland. In 2017 werd de centrale in Vilvoorde verkocht. Eerder was al de centrale Langerlo afgestoten.

### Resultaten
In de acht jaren van 2016 tot en met 2023 heeft het bedrijf drie jaar met winst afgesloten. Het grote verlies in 2022 was een gevolg van de sterk gestegen energiekosten door de Russische inval in Oekraïne en het opblazen van de Nord Stream gaspijplijnen. Het bedrijf raakte in ernstige financiële problemen en werd in 2022 nagenoeg volledig genationaliseerd. De scherpe daling van het opgesteld vermogen, de productie en de CO2 uitstoot is vooral het effect van het een poliitek besluit in Rusland. Na 25 april 2023 heeft Uniper geen zeggenschap meer over de centrales in dit land.
| Jaar | Omzet (×€ miljoen) | Netto-resultaat (×€ miljoen) | Werknemers | Opgesteld vermogen (in MW) | Productie (×miljard kWh) | Uitstoot CO2 (×miljoen ton) | Idem in gram/kWh |
| ---- | ------------------ | ---------------------------- | ---------- | -------------------------- | ------------------------ | --------------------------- | ---------------- |
| 2016 | 67.285             | –3234                        | 12.635     | 36.893                     | 138,7                    | 72,7                        | 502              |
| 2017 | 72.238             | –538                         | 12.180     | 35.318                     | 120,8                    | 63,3                        | 506              |
| 2018 | 91.813             | –442                         | 11.780     | 35.262                     | 113,9                    | 59,5                        | 499              |
| 2019 | 65.804             | 644                          | 11.532     | 32.497                     | 104,0                    | 47,0                        | 445              |
| 2020 | 50.968             | 402                          | 11.751     | 33.548                     | 95,2                     | 42,6                        | 453              |
| 2021 | 163.979            | –4106                        | 11.494     | 31.587                     | 110,7                    | 50,9                        | 454              |
| 2022 | 274.121            | –19.124                      | 7008       | 31.617                     | 60,8                     | 55,6                        | 478              |
| 2023 | 107.915            | 6330                         | 6863       | 22.482                     | 52,7                     | 19,4                        | 356              |

## Eigenaars
In september 2016 werd de afsplitsing geëffectueerd. Op 9 september 2016 kregen de E.ON aandeelhouders 53,35% van de aandelen Uniper in handen. E.ON behield een minderheidsbelang van 46,65%. Drie dagen later, 12 september 2016, was de eerste handelsdag voor de aandelen Uniper op de beurs van Frankfurt. De introductiekoers was €13,12. Vanaf 19 december 2016 tot eind 2022 maakte het aandeel deel uit van de Duitse aandelenindex MDAX.
In september 2017 bracht het Finse energieconcern Fortum een bod uit van ruim € 8 miljard op heel Uniper. Fortum nam eerst E.ON’s minderheidsbelang over voor € 22 per aandeel en bracht daarna een vergelijkbaar bod uit op de overige aandelen. Medio juni 2018 gaf de Europese Commissie aan geen bezwaren te hebben tegen de overname. Er was wel veel weerstand tegen de transactie van de andere aandeelhouders en het management van Uniper. Medio juni 2018 is de verkoop van het E.ON belang in Uniper afgerond, Fortum betaalde € 3,8 miljard voor een belang van 46,65%. Het bod op de resterende aandelen van Uniper mislukte. De Russische toezichthouder heeft bepaald dat Fortum niet meer dan 50% van de aandelen Uniper mag houden, op 31 december 2018 had Fortum een belang van 49,99% in handen. In oktober 2019 nam het een pakket aandelen over van twee activistische aandeelhouders, Elliott en Knight Vinke. Fortum betaalde € 2,3 miljard voor een pakket aandelen van 20,5% en kreeg hiermee 70,5% van de aandelen Uniper in handen. Per 31 december 2021 was het belang verder gestegen naar 78%.
Door de gestegen gasprijs en het staken van de gaslevering uit Rusland werd op 22 juli 2022 een overeenkomst bekend gemaakt. Van de Duitse staat krijgt Uniper € 267 miljoen aan eigen vermogen en verder geeft het bedrijf een converteerbare lening uit ter waarde van € 7,7 miljard. Wordt deze lening laatste omgezet in aandelen, dan krijgt de Duitse staat een aandelenbelang van 30% in Uniper. Bovendien krijgt Uniper meer krediet van staatsbank KfW, dit wordt verhoogd van € 2 miljard naar € 9 miljard. Tot slot mag de onderneming vanaf 1 oktober 2022 de hogere gasinkoopprijzen doorberekenen aan de afnemers.
Dit steunpakket bleek onvoldoende. Op 21 september 2022 werd de nationalisatie van Uniper bekend gemaakt. Er komt een kapitaalverhoging van € 8 miljard. De aandelen worden uitgegeven tegen een prijs van € 1,70 per aandeel en de enige koper is de Duitse staat. Verder verkoopt Fortum alle Uniper aandelen die het bezit voor eenzelfde prijs per aandeel. Het aantal uitstaande aandelen steeg 366 miljoen aandelen naar 8,3 miljard aandelen. Per 31 december 2022 had de Duitse staat, middels UBG Uniper Beteiligungsholding GmbH, 99,12% van de aandelen in handen. De kredieten die door Fortum zijn verstrekt aan Uniper zijn overgenomen door de Duitse staat. Fortum heeft het recht verkregen een eerste bod uit te brengen wanneer Uniper besluit de Zweedse waterkrachtcentrales of nucleaire activiteiten te verkopen. Deze optie loopt tot uiterlijk 31 december 2026. 